# La Fuite en Égypte (Tiepolo)
Pour les articles homonymes, voir La Fuite en Égypte.
La Fuite en Égypte est un tableau de Tiepolo (1696-1770), datable de la dernière période de la vie de l'artiste entre 1764 et 1770, conservé au Portugal, au Museu Nacional de Arte Antiga de Lisbonne. Il représente la Fuite en Égypte de la Sainte Famille, épisode de la vie de Jésus après la Nativité (Mat. 2, 13-23). Cette huile sur toile mesure H 0,57 x L 0,44,.

## Description
Ce tableau illustre la Fuite en Égypte de la Sainte Famille, d'une manière rare et originale, puisqu'il montre la Vierge tenant l'Enfant Jésus sur la poitrine et saint Joseph assis a l'arrière dans une barque qui accoste sur la rive égyptienne, alors que cet épisode est d'habitude illustré en montrant la Sainte Famille cheminant avec un âne sur la terre ferme, ou s'accordant un repos pendant la fuite. On remarque l'âne (en partie caché) qui les a menés sur le chemin de l'exil à l'arrière de l'embarcation. La barque est guidée par deux anges à l'avant dont celui qui est debout vêtu de blanc s'aide d'une longue perche ; un petit angelot s'accroche au rebord de la barque sur la gauche. Deux cygnes, symboles de l'amour fidèle, sont représentés sur le devant de la scène. Un paysage rocheux et hostile est peint à droite de la scène, avec trois rapaces dans le ciel.
Des esquisses de cette scène (encre et craie sur papier) existent avec des variantes dont celle conservée à New York, à la Morgan Library.

## Expositions
Ce tableau a été montré au public à Paris, à l'exposition Éblouissante Venise! Venise, les arts et l'Europe au XVIIIe siècle au Grand Palais, du 26 septembre 2018 au 21 janvier 2019.